# Gerhard Klopfer
Gerhard Klopfer (Schreibersdorf, 18 februari 1905 – Ulm, 29 januari 1987) was een staatssecretaris van de Duitse nazipartij en assistent van Martin Bormann in de partijkanselarij (Parteikanzlei).

## Studies
Klopfer werd geboren in Schreibersdorf (Silezië) in 1905. Hij studeerde rechten en economie en in 1931 werd hij rechter in Düsseldorf.

## Levensloop
Toen de nazi's aan de macht kwamen in 1933, trad hij toe tot de Nationaalsocialistische Duitse Arbeiderspartij (NSDAP) en de Sturmabteilung (SA), samen met de Gestapo (geheime staatspolitie).
In 1935 maakte hij deel uit van het team van Rudolf Hess en werd hij lid van de Schutzstaffel (SS) waarbij hij de ere-SS-rang van Oberführer (senior kolonel) bekleedde.
Klopfer vertegenwoordigde als staatssecretaris het hoofd van partijkanselarij, Bormann, op de Wannseeconferentie op 20 januari 1942 waar de details van de "Endlösung der Judenfrage" ("Eindoplossing voor het joodse vraagstuk") werden besproken, een beleid dat resulteerde in de Holocaust.
Samen met Helmuth Friedrichs was Klopfer, na Bormann, de hoogste bureaucraat in rang. Deze positie gaf hem uitgebreide macht binnen de nazipartij.

## Na 1945
Toen het Rode Leger in 1945 Berlijn insloot, vluchtte Klopfer de stad uit. Op 1 maart 1946 werd hij in München door het Counterintelligence Corps van het Amerikaanse leger gearresteerd. Hij had valse papieren op zak, op naam van 'Otto Kunz'. Klopfer werd beschuldigd van oorlogsmisdaden en werd ondervraagd als getuige in het Wilhelmstraßenproces. Uiteindelijk werd hij vrijgelaten wegens gebrek aan bewijs. Wel moest hij in het kader van de denazificatie nog voor een Duitse spruchkammer verschijnen. Hoewel de aanklager hem als hauptschuldige zag, vanwege zijn hoge positie, werd hij uiteindelijk slechts als minderbelastete veroordeeld. Hij kreeg een boete van 2000 mark en een beroepsverbod van drie jaar. Gedurende die tijd mocht hij geen werk verrichten dat enige verantwoordelijkheden met zich meebracht.
Van 1956 tot aan zijn dood zou hij een normaal bestaan leiden als advocaat in de stad Ulm (Baden-Württemberg).
Hij was de laatste overlevende deelnemer van de Wannseeconferentie. Zijn overlijdensbericht in 1987, waarin werd gesproken van "nach einem erfüllten Leben zum Wohle aller, die in seinem Einflußbereich waren", veroorzaakte beroering.

## Carrière
Klopfer bekleedde verschillende rangen in zowel de NSDAP als Allgemeine-SS. De volgende tabel laat zien dat de bevorderingen niet synchroon liepen.
| Datums            | Pruisisch ministerie van Landbouw, Domeinen en Bossen | NSDAP                        | Sturmabteilung | Allgemeine-SS          | Heer                                              |
| ----------------- | ----------------------------------------------------- | ---------------------------- | -------------- | ---------------------- | ------------------------------------------------- |
| 1 augustus 1934   | Regierungs- und Kulturrat                             | —                            | —              | —                      | —                                                 |
| 15 april 1933     | —                                                     | —                            | SA-Mann        | —                      | —                                                 |
| 18 april 1935     | —                                                     | Hauptstellenleiter der NSDAP | —              | —                      | —                                                 |
|                   | Oberregierungsrat                                     | —                            | —              | —                      | —                                                 |
| 6 juni 1935       | —                                                     | —                            | —              | SS-Anwärter            | —                                                 |
| 18 juli 1935      | —                                                     | —                            | —              | SS-Scharführer         | —                                                 |
| 15 september 1935 | —                                                     | —                            | —              | SS-Untersturmführer    | —                                                 |
| 9 november 1935   | —                                                     | —                            | —              | SS-Obersturmführer     | —                                                 |
| 20 april 1936     | —                                                     | —                            | —              | SS-Hauptsturmführer    | —                                                 |
| 1937              | —                                                     | —                            | —              | —                      | Gefreiter der Reserve en Unterführer-Anwärter     |
| [ 8 ]             | —                                                     | —                            | —              | —                      | Feldwebel der Reserve en Reserveoffiziersanwärter |
| 30 januari 1937   | —                                                     | —                            | —              | SS-Sturmbannführer     | —                                                 |
| 21 juli 1938      | Ministerialrat                                        | —                            | —              | —                      | —                                                 |
| 9 november 1938   | —                                                     | Reichsamtsleiter der NSDAP   | —              | —                      | —                                                 |
| 30 januari 1939   | —                                                     | —                            | —              | SS-Obersturmbannführer | —                                                 |
| 20 april 1939     | —                                                     | —                            | —              | SS-Standartenführer    | —                                                 |
| 14 augustus 1939  | Ministerialdirigent                                   | —                            | —              | —                      | —                                                 |
| 1941              | Ministerialdirektor                                   | —                            | —              | —                      | —                                                 |
| 20 april 1941     | —                                                     | —                            | —              | SS-Oberführer          | —                                                 |
| 1941              | —                                                     | Staatssekretär               | —              | —                      | —                                                 |
|                   | —                                                     | Oberdienstleiter der NSDAP   | —              | —                      | —                                                 |
| 30 januari 1942   | —                                                     | —                            | —              | SS-Brigadeführer       | —                                                 |
| 1942              | —                                                     | Befehlsleiter der NSDAP      | —              | —                      | —                                                 |
| 9 november 1944   | —                                                     | —                            | —              | SS-Gruppenführer       | —                                                 |

## Lidmaatschapsnummers
- NSDAP-nr.: 1 706 842[6] (lid geworden 10 april 1933[10][5][4])
- SS-nr.: 272 227[6] (lid geworden 15 september 1935[10][5][4])

## Decoraties
- SS-Ehrenring[10][9][11]
- Gouden Ereteken van de NSDAP[10] op 30 januari 1943[5][11]
- Sportinsigne van de SA in brons[5][6][11]